# Чэнь Мухуа
Чэнь Мухуа (кит. трад. 陈慕华, пиньинь Chén Mùhuà, 1921 — 12 мая 2011) — китайская революционерка, политик, одна из немногих женщин, вошедших в Политическое бюро Центрального комитета Коммунистической партии Китая, с 1982 по 1988 — заместитель премьера Государственного совета КНР, глава Министерства внешней торговли и экономического сотрудничества КНР, глава Государственного комитета по плановому деторождению КНР, управляющая Народного банка Китая, председательница Всекитайской федерации женщин.

## Ранние годы
Чэнь Мухуа родилась в уезде Цинтянь, провинция Чжэцзян. Её дядя, бывший чиновником ВВС Гоминьдана, помог ей завершить среднее образование, но сама она сочувствовала коммунистическому делу и отправилась в военную базу коммунистов в Яньане, в 1938 году, откуда смогла вернуться домой лишь в 1945. В Яньане Чэнь училась в Антияпонском военно-политическом университете (кит.抗日军政大学), здесь же, в апреле 1938 года, вступила в Коммунистическую партию Китая. Обнаружив, что университет не принимает женщин на программу подготовки будущих штабных офицеров, она решила направить жалобу лично Мао Цзэдуну, который одобрил просьбу. Среди её учителей были Чжу Дэ, Чэнь Юнь и Отто Браун. После обучения Чэнь Мухуа стала первой женщиной-офицером, назначенной при генерале Сяо Цзингуане, и во время китайско-японской войны была штабным офицером пятого гарнизонного полка Яньаньского тылового полка, штабным офицером просвещения в штабе полка и научным сотрудником военно-исследовательской лаборатории полка.

## Гражданская война
Во время Гражданской войны 1945—1949 гг. Чэнь Мухуа работала на различных должностях в штабе военного округа Жэхэ, в том числе в железнодорожном офисе, на угольной шахте, а также в качестве главы школы медсестер и больницы.

## Период КНР
В 1950-х годах Чэнь Мухуа участвовала в планировании национальной коммуникационной и транспортной сети в качестве главы Железнодорожного управления и Управления долгосрочного планирования Транспортного бюро при Государственном комитете планового развития КНР. В 1960-х годах была ответственной за экономическую помощь африканским странам в рамках созданного в 1964 году Главного управления экономических связей (кит. 对外经济联络总局).
В период Культурной революции была заклеймлена как пособник капиталистов, раскритикована за нелояльность Мао Цзэдуну. Причиной стало то, что она говорила о необходимости изучать иностранные языки тем, кто имеет экономические отношения с зарубежными странами.
В 1970 Чэнь Мухуа стала замминистра Министерства внешних экономических связей (кит.对外经济联络部), работая непосредственно под руководством Чжоу Эньлая.
В 1980 заняла пост вице-премьера Государственного совета КНР, что на тот момент стало самым высоким постом, который когда-либо занимала женщина в КНР, не считая почетных должностей.
С 1982 по 1985 — глава Министерства внешней торговли и экономического сотрудничества КНР. В качестве министра внешней торговли Чэнь Мухуа часто вела переговоры с зарубежными странами и компаниями и приобрела репутацию проницательного переговорщика, учитывающего интересы обеих сторон.
В 1985 году на неё были возложены обязанности по управлению Народным банком Китая (кит.人民银行). На этой должности она ужесточила контроль над валютой и кредитами. Когда, например, руководители высокого уровня отправляли записки с просьбой предоставить ссуды определённым людям в качестве услуги, Чэнь Мухуа зачитывал просьбы вслух на собраниях, не боясь нажить высокопоставленных врагов. В итоге такие просьбы становились все более редкими. Также она улучшила инфраструктуру многих филиалов и офисов Народного банка, организовала более безопасные способы перевозки денег. Она была твердо убеждена в том, что Китай должен взаимодействовать с финансовыми секторами других стран. Таким образом, в 1986 году КНР стала членом Азиатского банка развития. Чэнь Мухуа входила в правление как Азиатского банка развития, так и Африканского банка развития.
В 1988 году, сразу после ухода с поста в Народном банке, она была избрана председательницей Всекитайской федерации женщин (кит. 中华全国妇女联合会). На данном посту она активно продвигала участие женщин в политике и добилась значительных успехов в обучении и подборе женских кадров.
Чэнь Мухуа была альтернативным членом Политбюро Коммунистической партии Китая, одной из немногих женщин, вошедших в высший руководящий орган Китая.

## Семья
В 1940 вышла замуж за Чжун И, служившего военачальником в 1960-х, пока ему не пришлось рано уйти в отставку в связи со слабым здоровьем. У них было четыре дочери.
Чэнь Мухуа скончалась 12 мая 2011 года в Пекине в возрасте 90 лет.